# Tour de Flandes 1923
El Tour de Flandes 1923 és la 7a edició del Tour de Flandes. La cursa es disputà el 18 de març de 1923, amb inici i final a Gant i un recorregut de 243 quilòmetres. El vencedor final fou el suís Heiri Suter, que s'imposà a l'esprint als seus dos companys d'escapada en l'arribada a Gant. Els belgues Charles Deruyter i Albert Dejonghe acabaren segon i tercer.

## Classificació final
|    | Ciclista                 | Equip              | Temps      |
| -- | ------------------------ | ------------------ | ---------- |
| 1  | Heiri Suter (SUI)        | Gurtner-Hutchinson | 9h 16' 15" |
| 2  | Charles Deruyter (BEL)   | Gurtner-Hutchinson | m. t.      |
| 3  | Albert Dejonghe (BEL)    | La française       | m. t.      |
| 4  | Jules van Hevel (BEL)    | Buysse-Colonial    | + 1' 25"   |
| 5  | Theophile Beeckman (BEL) | Griffon - Dunlop   | + 1' 55"   |
| 6  | Émile Masson (BEL)       | Alcyon-Dunlop      | + 1' 55"   |
| 7  | Jean Rossius (BEL)       | La française       | + 2' 35"   |
| 8  | Charles Juseret (BEL)    | Peugeot-Wolber     | + 2' 35"   |
| 9  | Nicolas Frantz (LUX)     | Thomann-Dunlop     | + 2' 40"   |
| 10 | Denis Verschueren (BEL)  | Wonder-Dunlop      | + 5' 00"   |